# Clara Maass
Clara Louise Maass (East Orange, Essex megye, 1876. június 28. – Havanna, 1901. augusztus 24.) amerikai nővér volt, aki önként jelentkezett a sárgalázzal kapcsolatos orvosi kísérlet résztvevőjének, de nem élte túl a fertőzést.

## Pályafutása
Kilencgyerekes családban nőtt fel, ő volt a legidősebb a testvérei között. Családja Németországból vándorolt ki vallásszabadságot és jobb életet keresve. Maass tízéves korában munkában állt, más családoknál segített a gyerekek ellátásában lakhatásért és élelemért cserébe. Tizenöt évesen a newarki árvaotthonban helyezkedett el. Két évvel később beiratkozott a helyi német kórház ápolónő-iskolájában (Christina Trefz Training School for Nurses), ahol 1895-ben végzett. Három évvel később a német kórház főnővérének nevezték ki.

## A hadseregben
1898 áprilisában, a spanyol–amerikai háború kitörésekor szerződéses nővérként csatlakozott az amerikai hadsereg egészségügyi részlegéhez. Első szolgálati idejét a floridai jacksonville-i, a georgiai savannah-i támaszponton és a kubai Santiagóban töltötte. 1899 februárjában lejárt a szerződése, de novemberben ismét munkát vállalt, ekkor a Fülöp-szigetekre vezényelték. 1900-ban Dengue-lázzal fertőződött, ezért hazaküldték. Hét hónap múlva ismét csatlakozott a hadsereghez, akkor Kubában jelölték ki az állomáshelyét.
A spanyol−amerikai háborúban több katona halt meg sárgalázban, mint fegyveres összetűzésben, ezért kutatások kezdődtek, hogy kiderítsék, mi okozza a fertőzést. 1900 őszén William C. Gorgas orvos őrnagy önkéntes, a sárgaláztól szenvedők kezelésében tapasztalt nővéreket keresett. Októberben Maass csatlakozott az amerikai hadsereg sárgaláz bizottsághoz (Yellow Fever Commission), amelyet Walter Reed őrnagy irányított.
Egyedüli nőként hozzájárult ahhoz, hogy egy fertőzött moszkitóval (Aedes aegypti) megcsípessék. 1901 júniusában enyhe tünetekkel lefolyt nála a betegség, és gyorsan felépült.  Augusztus 14-én megismételték a kísérletet, de az ápolónő belázasodott, és tíz nap múlva meghalt. Havannában temették el, majd később a hadsereg a newarki Fairmount temetőbe helyezte át földi maradványait. Nyughelyét szabványos katonai kő síremlék jelezte 1952-ig, amikor Leopoldine Guinther, a Newark Memorial Hospital névre átkeresztelt német kórház főellenőre kezdeményezésére egy rózsaszín gránit síremléket kapott, amelyen egy bronzplakettet helyeztek el. 1952-ben az intézmény felvette a Clara Maass Memorial Hospital nevet.
1951-ben, Maass halálának ötvenedik évfordulóján Kuba, 1976-ban születésének centenáriumán az Amerikai Egyesült Államok bocsátott ki bélyeget a tiszteletére.